# Myggor
För mikrofontypen, se Mygga (mikrofon).
Myggor är insekter inom ordningen tvåvingar (Diptera) vilka ofta har behandlats som en grupp och klassificerats som underordningen Nematocera. Genetiska studier har visat att denna gruppering är parafyletisk och att de därför inte utgör en naturlig grupp. Ännu har ingen fullständig monofyletisk klassificering för gruppen tvåvingar presenterats. Gruppen omfattar bland annat stickmyggor, fjädermyggor, harkrankar, knott, svidknott och gallmyggor. Gruppen karaktäriseras av tunna, segmenterade antenner och merparten har vattenlevande larver. Predatorer till mygg hittar vi bland rovinsekter, fiskar, fåglar och fladdermöss. 
Det finns cirka 33 000 arter av myggor och av dessa är det bara ett fåtal arter som sticker eller biter. I dagligt tal är "myggor" ofta synonymt med stickmyggor, vilket är en familj inom gruppen. Myggan har en fullständig metamorfos. Myggan förvandlas alltså från ägg till larv till puppa och så till fullvuxen mygga.

## Stick och bett

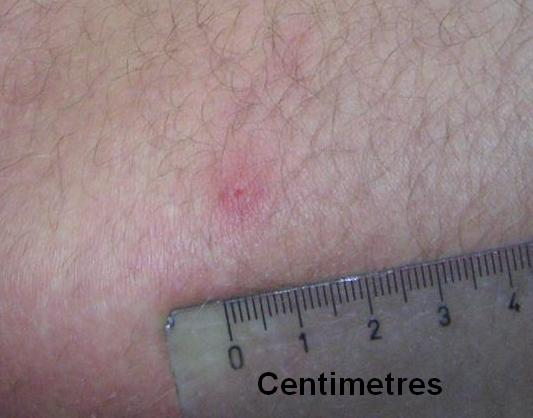
Myggstick

Vissa myggor kan sticka eller bita djur och människor, särskilt de i familjerna knott, svidknott och stickmyggor. Bland stickmyggorna är det oftast bara honan som sticker, eftersom hon behöver protein till äggutvecklingen. Symtomen på myggstick och knottbett är små stickhål med hudrodnad och ibland lätt svullnad runtomkring. De kan svida och klia mer eller mindre, men är i allra flesta fall helt ofarliga. Klådan beror på de salivämnen som myggan sprutar in och som hindrar blodet från att koagulera. Kroppens immunförsvar reagerar på saliven vilket resulterar i klåda och hudrodnad. Hur man reagerar på myggstick och knottbett varierar stort från person till person.

## Myggor i Sverige
Av de cirka 2500 myggarter som finns i Sverige är endast ett trettiotal blodsugare. I Sverige finns bara några enstaka kända sjukdomar som är kopplade till mygg, till exempel Ockelbosjukan. I Sverige finns flera arter av malariamyggor, som senast 1933 spred malaria i Sverige. De malariamyggor som lever i Sverige idag är inte infekterade av malariaparasiten, och är därför ofarliga. Malaria skulle eventuellt kunna etablera sig i Sverige igen om dessa myggor skulle sticka ett djur eller en person som bär på malariaparasiten.

## Annan smittspridning
Zikavirus är ett virus som överförs av Aedes-myggor och som hos människor orsakar en vanligen mild sjukdom som kallas zikafeber. Den har sedan 1950-talet tidvis förekommit inom ett smalt bälte längs ekvatorn från Afrika till Asien. Under 2010-talet har zikafeber även spridits i Syd- och Centralamerika. År 2016 klassade världshälsoorganisationen (WHO) smittspridningen som ett internationellt nödläge. Zikaviruset kan också orsaka den allvarliga neurologiska sjukdomen Guillain-Barrés syndrom.
Myggbett kan överföra harpest till människan. Sjukdomen som orsakas av bakterien Francisella tularensis registreras i Norden främst under sensommaren och hösten. Allmänt sker epidemier med harpest i cykler som varar i tre år.

## Etymologi
Mygga och liknande ord förekommer i alla germanska språk. I dialekter som talas i några regioner, som i Österbotten, är krank en vanlig synonym för stickmygga. Ordet krånk (som är en variant av krank) i betydelsen 'mygga' finns upptecknat i dialektmaterial från stora delar av Sverige. Det finns två teorier vad krank ursprungligen betydde. Enligt den första teorin är betydelsen 'smal' och enligt den andra teorin är krank en närbesläktad form av krakk som syftar på pall eller träställning i några nordiska dialekter. Ordet krank ingår i det rikssvenska trivialnamnet harkrank för medlemmar av överfamiljen Tipuloidea inom underordningen myggor. I namnet fick krank förleden har- som är en äldre variant av hår. Förleden beskriver exemplarens smala extremiteter.

## Taxonomi
- Överfamilj harkrankar (Tipuloidea)
  - Hårögonharkrankar (Pediciidae)
  - Mellanharkrankar (Cylindrotomidae)
  - Småharkrankar (Limoniidae)
  - Storharkrankar (Tipulidae)
- Överfamilj Chironomoidea
  - Fjädermyggor (Chironomidae)
  - Mätarmyggor (Thaumaleidae)
  - Knott (Simuliidae)
  - Svidknott (Ceratopogonidae)
- Överfamilj Culicoidea
  - Stickmyggor (Culicidae)
  - Tofsmyggor (Chaoboridae)
  - U-myggor (Dixidae)
  - Corethrellidae
- Övriga familjer
  - dyngmyggor (Scatopsidae)
  - fjärilsmyggor (Psychodidae)
  - fönstermyggor (Anisopodidae)
  - gallmyggor (Cecidomyiidae)
  - glansmyggor (Ptychopteridae)
  - hårmyggor (Bibionidae)
  - hårvingsmyggor (Ditomyiidae)
  - platthornsmyggor (Keroplatidae)
  - reliktmyggor (Canthyloscelidae)
  - samribbsmyggor (Synneuridae)
  - savmyggor (Mycetobiidae)
  - slemrörsmyggor (Diadocidiidae)
  - smalbensmyggor (Bolitophilidae)
  - sorgmyggor (Sciaridae)
  - svampmyggor (Mycetophilidae)
  - tjockribbsmyggor (Pachyneuridae)
  - vintermyggor (Trichoceridae)